# Triumph Vitesse
Triumph Vitesse – kompaktowy samochód osobowy produkowany przez brytyjską firmę Triumph Motor Company w latach 1962–1971. Dostępny jako 2-drzwiowy kabriolet oraz 2-drzwiowy sedan. Do napędu użyto silnika R6 o pojemności 1,6 lub 2,0 l. Moc przenoszona była na oś tylną poprzez 4-biegową manualną skrzynię biegów. Został zastąpiony przez model Dolomite.

## Dane techniczne (R6 1.6)

### Silnik
- R6 1,6 l (1596 cm³), 2 zawory na cylinder, OHV
- Układ zasilania: dwa gaźniki
- Średnica cylindra × skok tłoka: 66,80 mm × 76,00 mm
- Stopień sprężania: 8,8:1
- Moc maksymalna: 71 KM (52 kW) przy 5000 obr./min
- Maksymalny moment obrotowy: 125 N•m przy 2800 obr./min

### Osiągi
- Przyspieszenie 0-80 km/h: 12,2 s
- Przyspieszenie 0-100 km/h: b/d
- Czas przejazdu pierwszych 400 m: 20,7 s
- Prędkość maksymalna: 140 km/h

## Dane techniczne (R6 2.0)

### Silnik
- R6 2,0 l (1998 cm³), 2 zawory na cylinder, OHV
- Układ zasilania: dwa gaźniki
- Średnica cylindra × skok tłoka: 74,70 mm × 76,00 mm
- Stopień sprężania: 9,5:1
- Moc maksymalna: 96 KM (71 kW) przy 5000 obr./min
- Maksymalny moment obrotowy: 156 N•m przy 3000 obr./min

### Osiągi
- Przyspieszenie 0-100 km/h: b/d
- Prędkość maksymalna: 161 km/h